# الدوري المقدوني الأول لكرة القدم 2014–15
الدوري المقدوني الأول لكرة القدم 2014–15 هو الموسم 23 من  الدوري المقدوني الأول لكرة القدم. أقيم خلال الفترة 2 أغسطس 2014 وحتى 27 مايو 2015، والذي يشرف على تنظيمه اتحاد مقدونيا لكرة القدم، وكان عدد الأندية المشاركة فيه  10، وفاز فيه نادي فاردار.